# 1984 (film din 2023)
1984 este un film dramatic de comedie neagră științifico-fantastic distopic finlandezo-rus din 2023 regizat de Diana Ringo⁠(d). Filmul se bazează pe romanul cu același nume din 1949 al lui George Orwell, precum și pe romanul Noi din 1920–1921 al lui Evgheni Zamiatin.

## Rezumat
Într-o societate sumbră și sufocantă, dominată de figura omniprezentă a lui Big Brother, libertățile individuale sunt o amintire îndepărtată, înghițită de supravegherea constantă. 
Arta este disprețuită, iar fantezia este considerată o boală periculoasă. În mijlocul acestui peisaj apăsător, personajul principal, un matematician strălucit, se trezește prins într-o aventură interzisă cu un angajat al departamentului de artă. 
Într-o lume în care libertatea este sclavie, iar orice opoziție față de autorități are consecințe fatale, el se confruntă cu o alegere dificilă: să se alăture rezistenței împotriva atotputernicului Big Brother sau să rămână un cetățean ascultător al Statului Unic.

## Distribuție
- Aleksandr Obmanov⁠(d) – matematician D503
- Vladimir Ivanii – prizonier E202
- Aleksei Șaranin – filolog C340
- Diana Ringo – angajată a departamentului de ficțiune I-330
- Evgenii Kazak – gazdă a concertului
- Ilia Iaroslavțev – membru al partidului
- Viktor Korovin – asistent medical
- Serghei Nikitin – inginerul R-13
- Ilia Droznin – gardian de închisoare
- Anton Biriukov – dușman al poporului L723
- Vladislav Kuvițin – tânărul medic
- Serghei Budanov – medic în vârstă
- Dima Rubin – oficial intern al partidului
- Serghei Hrustaliov – oficial intern al partidului
- Aleksei Șamaiev – ministru al Statului Unic
- Maksim Șilov – ofițer de poliție

## Producție
Filmul meu „1984” este o reflecție despre libertate și nelibertate, dezumanizarea societății, adevăr și falsificare, propagandă și manipulare a opiniei publice.
Filmul este a treia adaptare cinematografică a romanului 1984 de George Orwell. Filmul este dedicat celei de-a 120-a aniversări a nașterii lui George Orwell.
Filmările au avut loc la Moscova. 1984 este un film produs independent, realizat fără sprijinul guvernului rus sau cu alte fonduri guvernamentale. Regizoarea Ringo a declarat într-un interviu acordat lui David Ryan (autorul cărții George Orwell on Screen) că își dorește să facă un film care să arate latura umoristică și satirică a romanului 1984. Când a scris scenariul, ea a fost influențată și de romanul Noi al lui Evgheni Zamiatin, care a servit și ca inspirație a lui George Orwell când a scris 1984. Orwell a lăudat romanul Noi, despre care a scris și o recenzie în 1946. Romanul Noi are o intrigă și o atmosferă similare cu cele din romanul 1984.
Întreaga coloană sonoră a filmului a fost compusă de Diana Ringo.

## Lansare
Primul trailer al filmului 1984 a fost lansat la 21 noiembrie 2022.
1984 a fost lansat în streaming digital de Prime Video la 15 noiembrie 2023. Trailerul final al filmului a fost lansat și el în aceeași zi.
În 2024, filmul a fost selectat pentru a intra în competiție în cadrul Festivalului de Film de la Ravno Selo din Serbia. Fondatorul și directorul festivalului este Lazar Ristovski⁠(d).

## Recepție
WorldFilmGeek a lăudat filmul, acordându-i o notă A, lăudând îmbinarea iscusită a romanului lui George Orwell cu Noi de Evgheni Zamiatin. WorldFilmGeek a evidențiat interpretarea și regia puternice.  Filmul a câștigat premiile pentru Cel mai bun film, Cel mai bun regizor și Cel mai bun montaj la Premiile WorldFilmGeek din 2024.
Randall Larson, pentru Soundtrax, a scris o recenzie pozitivă a coloanei sonore a filmului.